# Outremont
Outremont è un quartiere di Montréal, città del Canada situata nella provincia del Québec.
È sede di una comunità chassidista.